# 迭戈·曼佐尼
迭戈·曼佐尼（義大利語：Diego Manzoni；1990年8月4日—）是一位意大利足球運動員。在場上的位置是守門員。他現在效力於意大利足球甲級聯賽球隊熱那亞足球俱樂部。